# Середнє (Краматорський район)
Сере́днє — село в Україні, в Лиманській міській територіальній громаді Донецької області. У селі мешкає 86 осіб.